# Аполло (театр, Нью-Йорк)
Театр «Аполло» (дословно — «Аполлон») — концертный зал в манхэттенском квартале Гарлем, сыгравший значительную роль в развитии афроамериканской музыкальной культуры. Включён в Национальный регистр исторических мест.

## История

### Основание и подъём
Аполло-холл был основан в середине XIX века бывшим генералом Гражданской войны Эдвардом Ферреро как зал для бальных танцев. По истечении срока аренды в 1872 году, здание было преобразовано в театр, который был закрыт незадолго до начала нового столетия.
Однако имя «Аполло» сохранилось. В 1913 или 1914 году было построено новое здание по проекту архитектора Джорджа Кейстера, по образцу первой баптистской церкви в Нью-Йорке, открывшееся под названием «Новый театр бурлеска Хертига и Симона». Театром управляли Жюль Хертиг и Гарри Симон, которые получили 30-летнюю аренду. В 1928 году управление на себя взял Билл Мински. В 1932 году «Аполло» приобрёл Сидни С. Коэн, но уже в 1934 продал его Фрэнку Шифману и Лео Бречеру, которые вновь открыли театр 26 января 1934 года, представив его как «лучший театр в Гарлеме». После смерти Коэна «Аполло» и Оперный театр Гарлема объединились.
Так называемый «Гарлемский Ренессанс» пришёлся на годы после Первой мировой войны, когда началась эпоха «великого переселения» негров из южных штатов США. Шифман и Бречер, нанимая «черных» артистов, исходили не только из того, что в Гарлеме преобладали негры в результате длительного периода постепенной миграции, но и потому, что труд чёрных артистов стоил заметно дешевле, и Шифман мог предложить качественные шоу по разумным ценам. На протяжении многих лет «Аполло» был единственным театром в Нью-Йорке, где негры могли найти себе работу.
В разное время в «Аполло» выступали Элла Фицджеральд, Билли Холидей, Джеймс Браун, Дайана Росс, Глэдис Найт, Jackson 5ive, Патти Лабель, Марвин Гэй, Лютер Вандросс, Стиви Уандер, Арета Франклин, Isley Brothers, Лорин Хилл и Сара Вон. Одной из уникальных особенностей театра был «палач» — человек с метлой, который сметал исполнителей со сцены, если аудитория просила удалить их.

## Упадок и восстановление
Театр начал приходить в упадок в 1960-х и 1970-х годах, пока не был преобразован в кинотеатр в 1975 году.
«Аполло» был возрождён в 1983 году, когда фирма Inner City Broadcasting купила здание. Театр получил федеральный и государственный статус и полностью возобновил свою работу в 1985 году. На грандиозном открытии выступил музыкальный дуэт Hall & Oates и вместе с ним бывшие солисты группы The Temptations Эдди Кендрикс и Джимми Раффин. В том же году вышел диск с записью концерта.
В 1991 году «Аполло» купил штат Нью-Йорк.
15 декабря 2005 года начался первый этап реконструкции театра, стоимостью около $ 65 миллионов. На этом этапе отстраивался фасад и добавился шатёр из светоизлучающих диодов. На торжественной церемонии начала реконструкции присутствовали президент США Билл Клинтон, мэр города Нью-Йорка Майкл Блумберг и генеральный директор Time Warner Ричард Парсонс.
С 2009 года театр находится в ведении некоммерческой организации Apollo Theater Foundation Inc.
Количество посетителей театра на сегодняшний день составляет около 1,3 миллиона в год.
Начиная с 2001 года организация Jazz Foundation of America проводит здесь ежегодный концерт «Великая Ночь в Гарлеме».
В декабре 2010 года был приглашён на празднование 75-летнего юбилея театра певец Пол Маккартни, выступление транслировалось спутниковым радио Sirius XM.
В январе 2012 года на сцене Барак Обама спел песню «Let's Stay Together» Эла Грина для того, чтобы показать своё уважение певцу.
9 марта 2012 года Брюс Спрингстин и коллектив «E-Street Band» выступили с частным концертом на сцене театра для радио Sirius XM.